# Mandelieu-la-Napoule
Mandelieu-la-Napoule é uma comuna francesa situada no departamento dos Alpes Marítimos, na região da Provença-Alpes-Costa Azul. Até 1971, a localidade chamava-se simplesmente Mandelieu.